# Gesamtgutsinsolvenz
Die Gesamtgutsinsolvenz ist neben dem Nachlassinsolvenzverfahren eine besondere Art des Insolvenzverfahrens. Gegenstand ist entweder das Gesamtgut einer fortgesetzten Gütergemeinschaft (§ 332 InsO) oder das Gesamtgut einer Gütergemeinschaft, das von den Ehegatten gemeinschaftlich verwaltet wird (§ 333 InsO). 

## Allgemeines
Die Insolvenzordnung bestimmt, dass neben dem Regelinsolvenzverfahren als eine der besondere Verfahrensart auch ein Gesamtgutsinsolvenzverfahren eröffnet werden kann (§§ 11 Abs. 2, 333 ff.  InsO). Man spricht hier von einem Sonderinsolvenzverfahren oder von einer Partikularinsolvenz. Während im normalen Insolvenzverfahren der Grundsatz der Universalinsolvenz gilt, wonach das ganze Vermögen des Schuldners haftet, haftet im Gesamtgutsinsolvenzverfahren nur das Gesamtgut als Sondervermögen bzw. Partikularvermögen der Eheleute bzw. Abkömmlinge. Die Eheleute, die als Gesamthänder mit dem Gesamtgut haften,  haben daneben noch ihr Sonder- oder Vorbehaltsgut als Eigenvermögen. Bei der fortgesetzten Gütergemeinschaft haben die Abkömmlinge neben dem Gesamtgut noch ihr Privatvermögen. Ein weiteres Insolvenzverfahren über das Sonder- oder Vorbehaltsgut eines oder beider Ehegatten ist ebenso möglich, wie über das Privatvermögen eines oder aller Abkömmlinge bei der fortgesetzten Gütergemeinschaft.